# Mari Leinan Lund
Pour les articles homonymes, voir Lund.
Mari Leinan Lund, née le 28 mai 1999, est une coureuse norvégienne du combiné nordique.

## Biographie
Mari Leinan Lund, licenciée au club Tolga IL, prend part à des compétitions internationales pour les jeunes, à partir de 2015. En janvier 2016, elle monte sur son premier podium à Harrachov. Elle prend part à sa première manche de Coupe continentale en 2018 à Rena.
En mai 2019, elle devient la première membre féminine de son sport élue à la commission des athlètes de la FIS.
À l'hiver 2019-2020, elle est part de la première équipe féminine norvégienne de combiné. Le temps fort de son hiver est sa victoire à l'épreuve par équipes mixtes de Coupe continentale à Eisenerz.
En décembre 2020, à l'occasion de la première course de l'histoire de la Coupe du monde féminine de combiné nordique à Ramsau en décembre 2020, elle se classe septième.
Elle est la sœur d'une autre coureuse de combiné, Marte Leinan Lund.

## Palmarès en combiné nordique

### Championnats du monde
| Épreuve / Édition        | Individuel     | Individuel |
| Épreuve / Édition        | Petit tremplin |            |
| Mondiaux 2021 Oberstdorf | Argent         |            |

### Coupe du monde
- 12 podiums : 2 victoires, 6 deuxièmes places et 4 troisièmes places.
- 1 podium par équipes mixte dont 1 victoire.

#### Détail des victoires
| Édition / Épreuve | Gundersen           | Mass Start | Compact | Total |
| 2023-2024         | Oberstdorf Schonach |            |         | 2     |
| Total             | 2                   |            |         | 2     |

#### Différents classements en Coupe du monde
| Année     | Classement général final |
| 2020-2021 | 7e                       |
| 2021-2022 | 10e                      |
| 2022-2023 | 17e                      |

### Coupe continentale
- Meilleur classement général : 8e en 2020.
- 1 victoire par équipes.

Palmarès à l'issue de la saison 2019-2020.